# 370

370(삼백칠십)은 369보다 크고 371보다 작은 자연수다.

## 수학
- 합성수로, 그 약수는 1, 2, 5, 10, 37, 74, 185, 370이다. 진약수의 합은 314이므로, 370은 부족수다.
- 40번째 쐐기수다. 앞의 쐐기수는 366, 다음 쐐기수는 374다.
- 10번째 십각수다. 앞의 십각수는 297, 다음 십각수는 451이다.
- {\displaystyle 370=3^{2}+19^{2}=9^{2}+17^{2}}
  - 서로 다른 두 자연수의 제곱합으로 나타내는 방법이 두 가지인 수다.
- {\displaystyle 370=3^{3}+7^{3}=3^{3}+7^{3}+0^{3}}
  - 370은 서로 다른 두 자연수의 세제곱합으로 나타낼 수 있으며, 각 자릿수(3, 7, 0)의 세제곱합으로 이루어진 숫자다.
- {\displaystyle 31^{4}-1}은 370으로 나누어떨어진다.

## 과학
- NGC 370(영어판): 물고기자리 방향에 있는 삼중성.

## 교통

### 항공
- 말레이시아 항공 370편 실종 사건

### 도로
- 일본 370번 국도(일본어판): 와카야마현 가이난시에서 나라현 나라시까지 이어지는 일본의 국도.
- 현도 제370호선

## 군사
- U-370(영어판): 제2차 세계 대전에 사용된 나치 독일의 군용 잠수함.

## 문화유산
- 대한민국의 보물 제370호: 울주 간월사지 석조여래좌상
- 대한민국의 사적 제370호: 강화 가릉

## 기타
- 연도: 370년, 기원전 370년
- 370년대
- 한국십진분류법에서 교육학에 관한 책들이 분류되는 번호.